# Wilfrid Norman Bailey
Wilfrid Norman Bailey (* 5. September 1893 in Consett, County Durham; † 23. Oktober 1961 in Eastbourne) war ein britischer Mathematiker, der sich mit Analysis befasste, speziell Hypergeometrischen Reihen.
Bailey studierte (nachdem er ein Stipendium in Mathematik gewonnen hatte) ab 1912 an der Universität Cambridge, wo er 1913 die Tripos-Prüfungen absolvierte und eine Senior Scholarship erhielt. Zu seinen Lehrern gehörten Godfrey Harold Hardy, John Edensor Littlewood, George Neville Watson, Ebenezer Cunningham und Ernest William Barnes und er traf sich häufig mit seinem Kommilitonen S. Ramanujan. Im zweiten Teil der Tripos-Prüfungen 1915 wurde er Wrangler und erhielt ein Stipendium (Jeston Exhibition), das er aufgab um im Ersten Weltkrieg in der Marine zu dienen. Er war Instructor am Royal Naval College in Greenwich und erhielt in dieser Zeit seinen Bachelor-Abschluss an der University of London. 1916 diente er auf der H. M. S. Vincent in der Skagerrak-Schlacht. 1918 heiratete er und ging 1919 wieder als Dozent für Navigation nach Greenwich und erwarb seinen Master-Abschluss an der Universität London und einen M.A. in Cambridge (ebenfalls 1919). Er wurde Lecturer an der Universität Birmingham und ein Jahr später Lecturer an der Victoria University Manchester. 1932 wurde er dort Senior Richardson Lecturer (unter Louis Mordell). In einem Sabbatjahr an der Universität Cambridge vollendete er 1934/35 sein Buch über verallgemeinerte hypergeometrische Reihen. 1944 wurde er Professor am Bedford College der Universität London. 1958 wurde er emeritiert.
1931 erhielt er einen D.Sc. der Victora University Manchester und 1936 Sc. D. der Universität Cambridge. Seine Arbeiten über hypergeometrische Reihen wurden angeregt vom Werk von Ramanujan (u. a. Verallgemeinerung der Rogers-Ramanujan-Identitäten).
1956/57 war er Vizepräsident der London Mathematical Society, der er auch in verschiedenen anderen Positionen diente.
Zu seinen Doktoranden gehört Lucy Joan Slater (und zu seinen Studenten Freeman Dyson).

## Schriften
- Generalized hypergeometric series, Cambridge Mathematical Tract 32, Cambridge University Press 1932